# François Jean Clary
Pour les articles homonymes, voir Famille Clary (Marseille).
François Jean, 2e comte Clary (Paris, 14 août 1814 – Paris 9e, 16 février 1889), est un homme politique français du XIXe siècle.

## Biographie
Fils de Nicolas Joseph Clary (1760 - 1823), armateur, négociant, échevin de Marseille et pair des Cent-Jours, François Jean était le neveu des sœurs Clary : Julie, qui épousa Joseph Bonaparte et Désirée, mariée avec le maréchal Bernadotte.
Possesseur d'une grande fortune dont il fit un « noble usage » en venant en aide aux malheureux, le comte Clary s'occupa d'abord d'agriculture et « fut décoré, en octobre 1846, par Louis-Philippe Ier, comme agriculteur ».

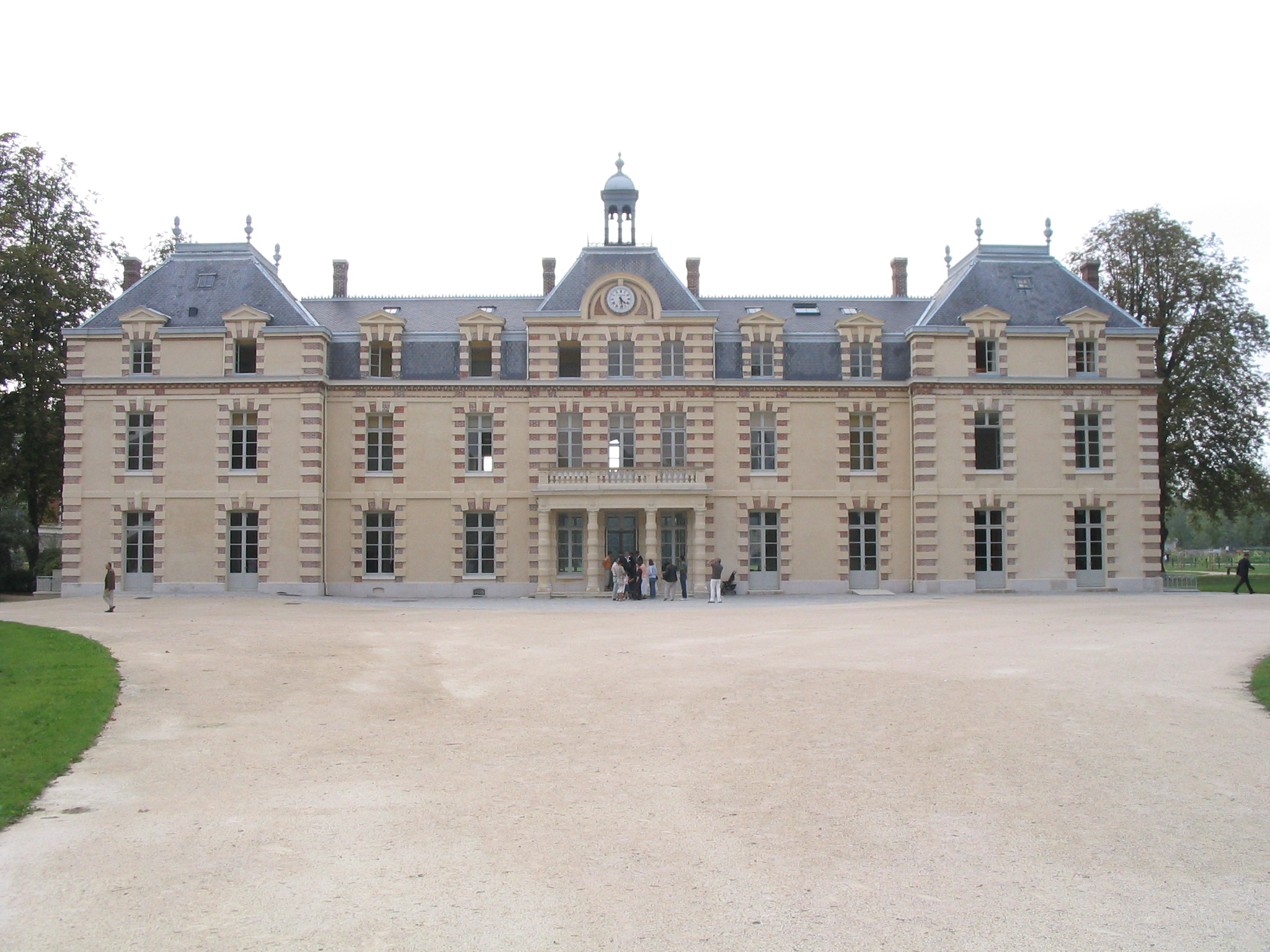
Le château de la Grange.

Le comte et la comtesse Clary vivaient à Paris, rue d'Aumale, et au château de la Grange à Savigny-le-Temple (Seine-et-Marne). Maire de la commune de Savigny jusqu'en 1846, le comte se tint à l'écart de la politique nationale jusqu’en 1849. 
Élu, cette même année 1849, lieutenant-colonel de la 1re légion de la garde nationale de Paris, il défendit alors la politique du prince-président, mais, « des nuages avaient semblé se mettre entre lui et l'Elysée, et nuire à leur bonne intelligence ». Nommé sénateur le 26 janvier 1852, cette dignité fut « sans doute le signe d'une réconciliation complète ». Le comte Clary ne fut pas très assidu aux séances du Sénat et « consacra les meilleures années de sa vie à l’éducation de ses filles ». Il vota néanmoins la loi ouvrant des crédits pour la construction du nouvel Opéra Garnier (1861).
Il était officier de la Légion d'honneur de la promotion du 13 août 1864.

## Récapitulatif

### Titre
- 2e comte Clary (1823) ;

### Distinctions
| Officier de la Légion d'honneur | Commandeur de ordre royal de l'Étoile polaire de Suède |

- Légion d'honneur[1] :
  - Chevalier (octobre 1846[4]), puis,
  - Officier de la Légion d'honneur (13 août 1864).
- Commandeur de ordre royal de l'Étoile polaire de Suède (26 février 1864)[1].

### Armoiries
| Image | Blasonnement |
| ----- | --- |
|       | Armes de famille Clary D'or, à l'aigle de sable, au chef d'azur, ch. d'un soleil d'or. OuD'or, à une aigle au vol abaissé de sable, becquée et membrée de gueules, et un chef d'azur, chargé d'un soleil d'or que l'aigle regarde. |

### Ascendance & postérité
François Jean Clary était le fils aîné de Nicolas Joseph, comte Clary (1760-1823), pair des Cent-Jours, et de Malcy Anne Jeanne (vers 1791 - Paris 29 août 1820), fille de Marie François, baron Rouyer (1765-1824), général de division.
- Il épousa, le 14 avril 1846, Sidonie Marguerite Noémie Sophie (6 juin 1827 - Paris, 22 décembre 1915), fille de Jules François Julien Talabot (1792-1868), banquier et homme d'affaires en Afrique, et petite-fille de Laurent Cunin-Gridaine, dont il eut :
  - Marie Anne Marguerite (Paris, 30 septembre 1847 - Paris, 24 mars 1931), mariée, le 23 mai 1867 en la chapelle du Palais du Luxembourg (Paris VIe), avec Louis Georges Fortuné Piscatory (1836-1917), baron de Vaufreland, maître des requêtes au Conseil d'État (démissionne en 1871), chevalier de la Légion d'honneur[7], dont postérité subsistante ;
  - Jeanne (7 janvier 1853 - Thil, 1er décembre 1927), mariée, le 10 mai 1878, avec Georges Florimond Martin Duffour de Raymond (1844-1912), dont postérité ;
  - Marie Marthe Eugénie Louise (Paris IIe (ancien), 25 février 1857 - Nantes, 8 octobre 1887), filleule de l'empereur Napoléon III, mariée, le 18 juillet 1878 à Paris, avec Léopold, comte Niel (1846-1918), général de brigade, dont :
    - Postérité

  - Malcy Elisabeth (Paris IXe, 11 janvier 1861 - Marcy-l'Étoile, 15 novembre 1949), mariée, le 17 septembre 1885 à Savigny-le-Temple, avec Ferdinand Antoine Boussin de La Croix-Laval (1858-1942), saint-cyrien (1877-1879 : promotion de Novi-Bazar), capitaine commandant au 12e cuirassiers, officier de la Légion d'honneur (1916)[8], dont postérité.